# Agathosma bifida
Agathosma bifida är en vinruteväxtart som först beskrevs av Nikolaus Joseph von Jacquin, och fick sitt nu gällande namn av Bartl. & Wendl. f.. Agathosma bifida ingår i släktet Agathosma och familjen vinruteväxter. Inga underarter finns listade i Catalogue of Life.